# Džabar Askerov
Džabar Magomedovič Askerov, soprannominato "Genghis Khan" (in russo Джабар Магомедович Аскеров?; Kurah, 24 gennaio 1986), è un kickboxer e thaiboxer russo (di etnia lezgina).

## Biografia
Džabar nasce a Kurah, un piccolo paesino montano del Daghestan, da una famiglia lezgina.
A sei anni frequentò la scuola di Magaramkent. Suo padre lo portò a prendere lezioni di judo per due anni. A nove anni, Džabar si trasferì a Derbent e lì, sempre su proposta del padre, frequentò la palestra di muay thai. A dodici anni si trasferì nuovamente nel Daghestan, nella capitale Machačkala, dopodiché si allenò nella miglior palestra della Russia, continuando ad allenarsi nella boxe thailandese.

### Carriera
La sua carriera iniziò proprio in Russia. Vinse a tredici anni il titolo mondiale di lottatore junior. Il suo primo incontro da professionista lo ebbe a diciott'anni, vincendo un torneo a quattro. Successivamente si trasferì in Thailandia, seguendo un allenamento di tre anni.
Nel 2007 ha partecipato al reality show The Contender Asia, arrivando in semifinale, dove è stato sconfitto da John Wayne Parr.

## Curiosità
- I suoi film preferiti sono Il sesto senso, Il gladiatore ed Il padrino.[2]
- Durante il programma The Contender Asia ha dichiarato che essendo musulmano lui non può eseguire il rituale Ram Muay (essendo esso un rituale buddista). Per ovviare a questa impossibilità, si copre con un copricapo e si china a pregare a bordo ring.

## Titoli

### Professionismo
- 2013 Campione del Legend Fighting Show -71 kg Tournament Champion
- 2012 Campione Europeo W5 -71 kg
- 2012 Campione Europeo I.A.K.S.A. -72.5 kg.
- 2011 Campione della TNA World Cup –70 kg
- 2010 Campione della TNA World Cup –70 kg
- 2008 Campione Europei di Muay Thai WMC Pesi Medi –72.5 kg
- 2008 Vicecampione del S-Cup 2008 Europe Shootboxing Tournament –70 kg
- 2008 Vicecampione del K-1 Scandinavia MAX tournament –70 kg
- 2006 Vicecampione del W.M.C./S1 Kings Cup –72 kg
- 2006 Vicecampione del K-1 Russia MAX –70 kg
- 2005 Campione del W.M.C. "Muay Thai Against Drugs" Tournament
- 2005 Campione del Patong Stadium di Muaythai pesi Super Welter -68 kg
- 2004 Campione Mondiale PK-1

### Dilettantismo
- 2003 Campionati Mondiali di Muay Thai I.F.M.A.  -57 kg
- 2000 Campionati Mondiali Junior Pancration
- 1999 Campionati Mondiali Junior di Muay Thai